# تسادووک
تسادووک (به لهستانی:  Cadówek) یک روستا در لهستان است که در گمینا کوبیله ویلکیه واقع شده‌است.